# Paulo Pinto Mascarenhas

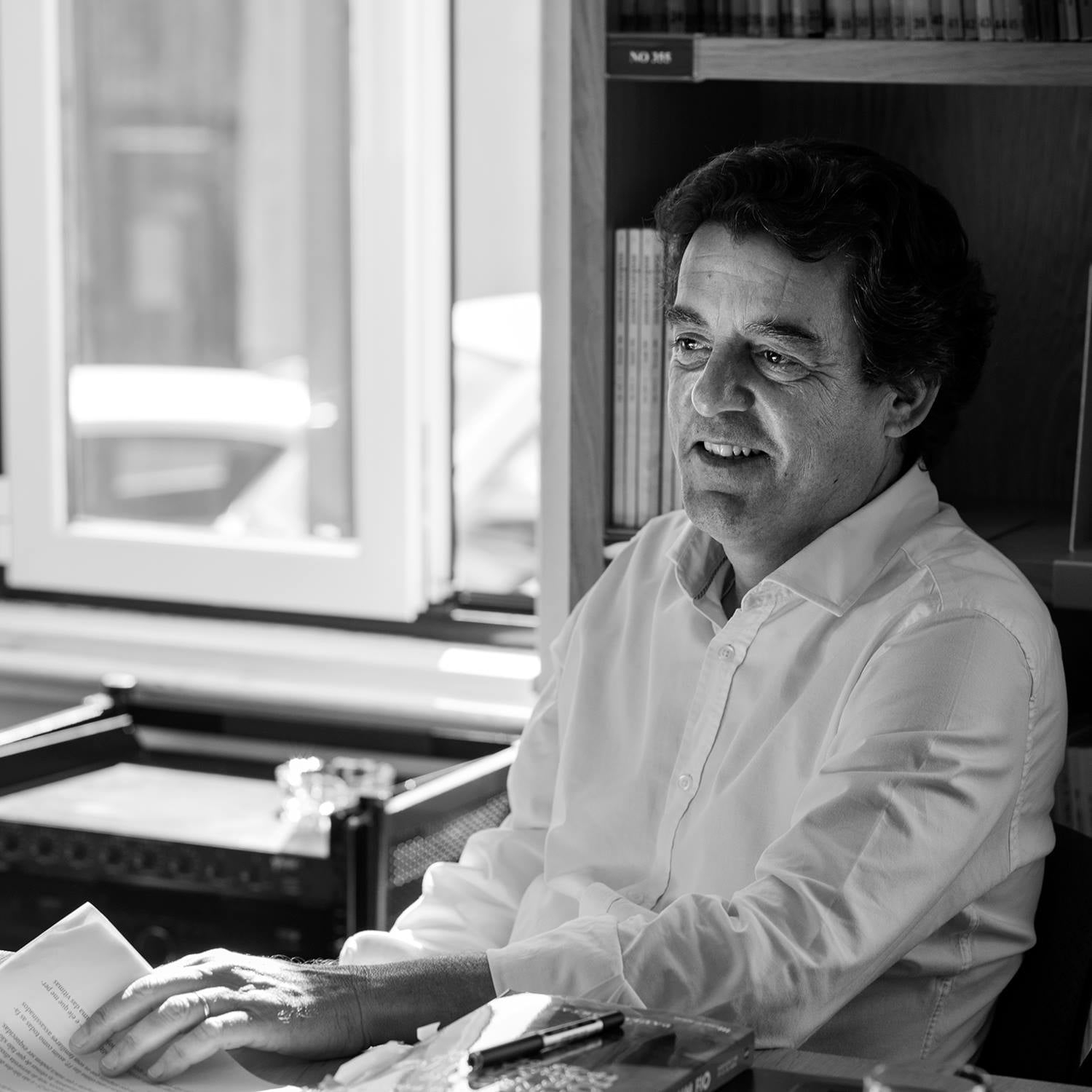
Paulo Pinto Mascarenhas foi jornalista até 2014, com uma breve incursão na política

Paulo Maria de Ataíde Pinto Mascarenhas (Lisboa, 4 de Dezembro de 1965) é um jornalista português. Iniciou a sua carreira no semanário O Independente, então dirigido por Paulo Portas e Miguel Esteves Cardoso, em 1991, onde deu os seus primeiros passos na secção internacional do jornal, sendo editor da revista Preguiça, com a direção de Miguel Esteves Cardoso - e Editor-Geral, sob a direção de Inês Serra Lopes. 
Diretor da revista Atlântico, entre Janeiro de 2006 e Março de 2008, colaborou com a TVI entre Abril e Dezembro de 2008, sendo também colunista no Jornal de Negócios. Participou ainda na fundação do diário i, onde foi Editor e depois Grande Repórter, entre Dezembro de 2008 e Julho de 2010. A partir de Agosto de 2010 foi Grande Repórter do diário Correio da Manhã, onde também foi colunista, participando na fundação da CMTV. Saiu do jornalismo em Abril de 2014 para se tornar consultor de Comunicação na JLM&A.
Fundador e primeiro autor do blogue O Acidental, foi ainda um dos autores fundadores do blogue 31 da Armada e do ABC do PPM. Escreveu alguns artigos no Jornal de Notícias e ocasionalmente no jornal  Observador.
A propósito de uma nova revista, a CRÍTICA XXI, o Diário de Notícias publica um artigo em que refere a Atlântico, afirmando que houve duas revistas que foram, nos últimos 53 anos, as mais "significativas" no universo da direita em Portugal: "A Atlântico, entre 2005 e 2008, que foi dirigida por Paulo Pinto Mascarenhas, a Futuro Presente e a Política que  tiveram a assinatura de Jaime Nogueira Pinto". Surge agora a CRÍTICA XXI, dirigida por Rui Ramos e Jaime Nogueira Pinto.
Como escreve António Araújo, no livro "Da Direita à Esquerda", Paulo Pinto Mascarenhas foi o fundador de um dos mais influentes blogues da primeira geração, O Acidental, onde colaboraram inúmeros nomes que já tinham (ou viriam a alcançar) grande projeção pública: Bernardo Pires de Lima, Diogo Belford Henriques, Eduardo Nogueira Pinto, Francisco Mendes da Silva, Henrique Raposo, Inês Teotónio Pereira, João Marques de Almeida, Leonardo Ralha, Luciano Amaral, Manuel Castelo-Branco, Manuel Falcão, Nuno Costa Santos, Pedro Marques Lopes, Rodrigo Moita de Deus, Vasco Rato ou Vítor Cunha.
Teve uma breve passagem pela política, como dirigente do CDS e adjunto do gabinete do Ministro de Estado, da Defesa Nacional e dos Assuntos do Mar, Paulo Sacadura Cabral Portas, nos XV e XVI Governos Constitucionais de Portugal. Em 2005, quando era conselheiro nacional do CDS e candidato eleito à Junta de Freguesia dos Prazeres, uma das maiores de Lisboa, fez parte da organização da iniciativa "Noites à Direita. Projecto Liberal", que teve na sua origem um grupo que reunia nomes como António Pires de Lima (antigo deputado e ex-vice-presidente do CDS), Luciano Amaral (professor universitário), Pedro Lomba (advogado), Rui Ramos (professor universitário) e Filipa Correia Pinto (advogada), para além do próprio Paulo Pinto Mascarenhas.